# فیلتر تداخلی

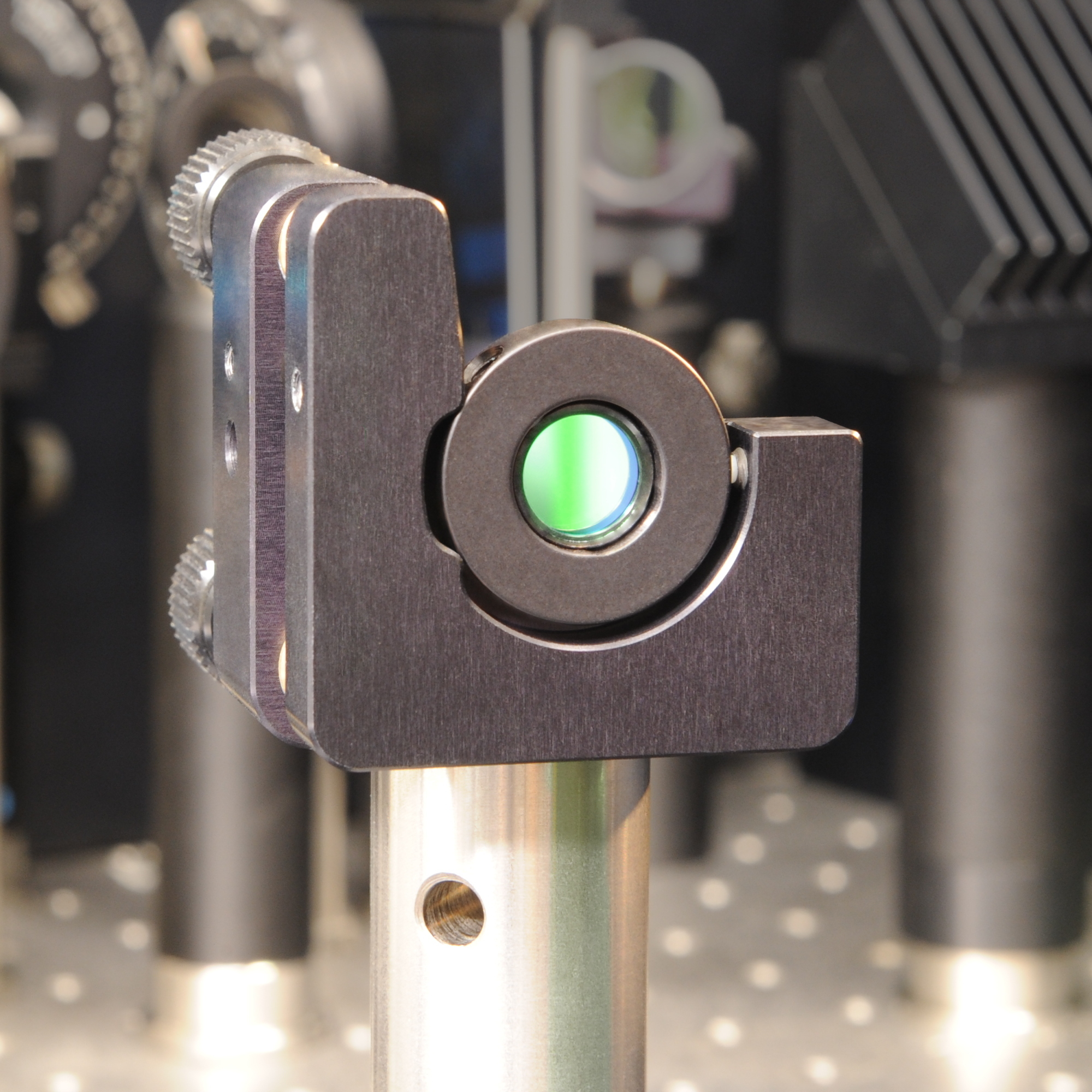
Band-pass دخالت فیلتر برای لیزر آزمایش

اصل کار از یک tunable نوری فیلتر بر اساس چرخش دخالت فیلتر.

فیلتر تداخلی یا فیلتر دایکرویک یک فیلتر نوری است که منعکس کننده یک یا چند باند طیفی یا خطوط و عبور مابقی باندها می‌باشد، در حالی که ضریب جذب نزدیک به صفر برای تمام طول موج‌های مورد نظر دارد. فیلتر تداخلی ممکن است بالا گذز، پایین گذر، میان گذز یا حذف باند باشد.
فیلتر تداخلی متشکل از چندین لایه نازک دی الکتریک مواد مختلف شاخص‌های انکساری می‌باشد. همچنین ممکن است لایه‌های فلزی وجود داشته باشد. در وسیعترین معنای، فیلتر تداخلی همچنین داری اتالون است که می‌تواند به عنوان فیلتر تداخلی می‌تواند استفاده شود. فیلتر تداخلی طول موجانتخابی موجب تداخل اثر است که بین محل برخورد و انعکاس امواج در فیلم نازک مرزی اتفاق میفتد. مهمترین ویژگی‌های این فیلتر به شکل سیگنال خروج. آن در نظر گرفته شده است که بهترین شکل یک مستطیل است.
فیلتر میان گذر به طور معمول برای برخورد نرمال طراحی شده‌اند. زمانی که زاویه برخورد نور ورودی از صفر افزایش یابد طول موج مرکزی فیلتر کاهش می‌یابد و در نتیجه تنظیم جزئی ایجاد می‌شود. انتقال باند پهن‌تر می‌شود و حداکثر انتقال کاهش می‌یابد. اگر λc طول موج مرکزی، λ0 طول موج مرکزی در برخورد نرمال و n* فیلتر مؤثر شاخص انکسار و سپس:
{\displaystyle \lambda _{c}=\lambda _{0}{\sqrt {1-{\frac {\sin ^{2}\theta }{{n^{*}}^{2}}}}}}
برای مثال برای λ0=1550 nm n*=۱٫۵, Δλ = λ0−λc=32 نانومتر زاویه چرخش θ = ۱۷٫۷ درجه است. این مربوط به C-band یا L-band در 1550 نانومتر فیبر نوری ارتباطات پنجره است. مجهز به استپر موتور و الکترونیک موزون یک فیلتر نوری که tunes مرکز انتقال طول موج بیش از C-band یا L-band توسط کنترل از راه دور را می‌توان به دست آورد. به نمودار زیر برای اصل کار و تنظیم نوری فیلتر دستگاه نگاه کنید.